# Nyborg
Nyborg – duńskie miasto leżące na wschodnim wybrzeżu wyspy Fionia, nad cieśniną Wielki Bełt. Siedziba gminy Nyborg (w latach 1970-2006 siedziba dawnej gminy Nyborg).
Pierwsza wzmianka o Nyborgu pochodzi z 1193 roku, kiedy to powstał, istniejący do dziś, zamek Nyborg. Prawa miejskie od 1202. W XVII wieku Nyborg był jednym z trzech, obok Fredericii i Kopenhagi, największych duńskich fortów. W 1659 przetrwał, dzięki pomocy kontyngentu holenderskiego pod wodzą admirała Michiela de Ruytera, oblężenie szwedzkie.
W 1867 forteca została opuszczona a tereny dookoła niej sprzedano mieszkańcom miasta. Do dziś zachowała się zdecydowana większość otaczających fortecę murów obronnych, część z nich stanowi obecnie część plenerowego teatru zwanego Nyborg voldspil.
W Nyborgu ma swój początek most przebiegający nad cieśniną Wielki Bełt, łączący Fionię z Zelandią – Storebæltsbroen.
W mieście jest stacja kolejowa Nyborg.

## Miasta partnerskie
- Kołobrzeg, Polska